# Bernd Hachmeister
Bernd Hachmeister (* 20. April 1941 in Leipzig) ist ein ehemaliger deutscher Badmintonspieler.

## Karriere
Bernd Hachmeister wurde 1966 und 1967 DDR-Studentenmeister. 1966 erkämpfte er sich auch seine erste Medaille mit dem Team der HSG DHfK Leipzig bei der DDR-Mannschaftsmeisterschaft, wo man Silber gewinnen konnte. 1968 reichte es dagegen nur zu Bronze, während man sich 1969 wieder auf Silber steigern konnte. 1971 errang das Team unter Mitwirkung von Bernd Hachmeister eine weitere Bronzemedaille. 1968 gewann Hachmeister Bronze im Herrendoppel bei den DDR-Einzelmeisterschaften.

## Sportliche Erfolge
| Saison    | Veranstaltung                | Disziplin    | Platz | Name |
| --------- | ---------------------------- | ------------ | ----- | --- |
| 1964/1965 | DDR-Studentenmeisterschaft   | Herrendoppel | 2     | Bernd Hachmeister / Reinhard Stobbe (HS Für Bauwesen Leipzig – DHfK Leipzig / DHfK Leipzig) |
| 1965/1966 | DDR-Mannschaftsmeisterschaft | Mannschaft   | 2     | DHfK Leipzig (Volker Herbst, Gerd Hachmeister, Bernd Hachmeister, Reinhard Stobbe, Bernd Lawrenz, Norbert Skonetzki, Beate Herbst, Marianne Döbler, Dagmar Herbst)                                    |
| 1965/1966 | DDR-Studentenmeisterschaft   | Mixed        | 1     | Bernd Hachmeister / Brigitte Rudolph (HfB Leipzig – DHfK Leipzig / Karl-Marx Uni Leipzig – DHfK Leipzig)                                                                                              |
| 1965/1966 | DDR-Einzelmeisterschaft      | Mixed        | 3     | Bernd Hachmeister / Beate Herbst (DHfK Leipzig) |
| 1966/1967 | DDR-Studentenmeisterschaft   | Mixed        | 2     | Bernd Hachmeister / Marianne Döhler (HfB Leipzig – DHfK Leipzig / IS Roßwein – DHfK Leipzig) |
| 1966/1967 | DDR-Studentenmeisterschaft   | Herrendoppel | 1     | Reinhard Stobbe / Bernd Hachmeister (DHfK Leipzig / HfB Leipzig – DHfK Leipzig) |
| 1967/1968 | DDR-Einzelmeisterschaft      | Herrendoppel | 3     | Frank Geißler / Bernd Hachmeister (DHfK Leipzig) |
| 1967/1968 | DDR-Mannschaftsmeisterschaft | Mannschaft   | 3     | DHfK Leipzig (Volker Herbst, Gerd Pigola, Bernd Hachmeister, Gerd Hachmeister, Joachim Gerhardt, Frank Geißler, Beate Herbst, Christa Neitzsch, Dagmar Herbst-Pigola, Marianne Döhler, Petra Kabisch) |
| 1968/1969 | DDR-Mannschaftsmeisterschaft | Mannschaft   | 2     | DHfK Leipzig (Volker Herbst, Gerd Pigola, Bernd Hachmeister, Gerd Hachmeister, Joachim Gebhardt, Frank Geißler, Beate Herbst, Dagmar Pigola, Marianne Döhler, Petra Kabisch)                          |
| 1970/1971 | DDR-Mannschaftsmeisterschaft | Mannschaft   | 3     | DHfK Leipzig (Gerd Pigola, Joachim Gerhardt, Volker Herbst, Gerd Hachmeister, Bernd Hachmeister, Christel Sommer, Beate Herbst)                                                                       |